# Walckenaeria nudipalpis
Walckenaeria nudipalpis este o specie de păianjeni din genul Walckenaeria, familia Linyphiidae. A fost descrisă pentru prima dată de Westring, 1851. Conform Catalogue of Life specia Walckenaeria nudipalpis nu are subspecii cunoscute.